# 胡传志
胡传志（1964年4月—），安徽庐江人，享受国务院政府特殊津贴专家，安徽师范大学教授。

## 生平
1985年毕业于安徽师范大学中文系，1988年于四川大学获硕士学位，1993年于南京大学获博士学位。1988年起任教于安徽师范大学，曾任安徽师范大学文学院院长、安徽师范大学研究生院院长等职。现任安徽师范大学中国诗学研究中心主任。

## 学术贡献
主要从事中国古代文学、中国古典文献学领域研究工作。主持国家社科基金后期资助重点项目等项目多个，发表论文140余篇。研究成果曾获安徽省社会科学优秀成果一等奖、教育部高等学校科学研究优秀成果奖（人文社会科学）三等奖等，《宋金文学的交融与演进》入选2012年“国家哲学社会科学成果文库”。2003年入选安徽省首批“皖江学者”特聘教授，2009年入选首批安徽省学术和技术带头人，2012年入选安徽省首批事业单位专业技术二级岗位。

## 学术兼职
中国韵文学会副会长，中国宋代文学会副会长，中国辽金文学学会副会长，中国元好问学会会长，中国陆游研究会副会长。

## 著作
- 《金代文学研究》（2000年，安徽大学出版社）
- 《柳永集》（合撰）（2004年，山西古籍出版社）
- 《滹南遗老集校注》（合撰）（2006年，辽海出版社）
- 《九华集》（主编）（2008年，上海古籍出版社）
- 《追求知音的教学境界》（主编）（2012年，安徽师范大学出版社）
- 《志在创新的学术探索》（主编）（2012年，安徽师范大学出版社）
- 《宋金文学的交融与演进》（2013年，北京大学出版社）
- 《金代诗论辑存校注》（2017年，人民文学出版社）
- 《元好问传论》（2021年，中华书局）